# Acraze
Charlie Duncker (Staten Island, 1995), beter bekend onder zijn artiestennaam Acraze, is een Amerikaans dj, muziekproducent en songwriter. Hij is onder andere bekend van zijn mix van de single Do It to It, waarmee hij een top tien notering scoorde in Duitsland.

## Biografie
Duncker begon zijn carrière als dj in het laatste jaar van zijn middelbare school. Onder de naam Acraze bracht hij in 2017 het nummer Pull Up uit onder het label MACA. Hij begon als producer van trap en dubstep, maar stapte later over naar house.
Tijdens de coronapandemie bracht Acraze steeds meer nummers uit. Zo bracht hij het techhouse-nummer Marco Polo uit op de compilatie Mixtape Vol. 3. Op nieuwjaarsdag 2021 speelde hij zijn eerste houseset als dj Acrazy experimenteerde en herwerkte met verschillende nummers, waaronder Funkytown van Lipps Inc..
In 2021 scoorde Acraze een grote hit met zijn versie van het nummer Do It to It van de R&B groep Cherish. Het nummer werd voor het eerste gedraaid op nieuwsjaarsdag 2021 in Orlando en was te horen in sets van DJ Snake, Malaa, Martin Garrix en andere dj's. DJ Snake noemde het nummer Do It To It de zomerhit van het jaar tijdens een optreden in Brooklyn. Op 20 augustus 2021 bracht Acraze een soloversie van het nummer uit die sindsdien viraal ging. Dj Zedd gebruikte het nummer tijdens zijn optreden in EDC Las Vegas en mixte het met het themalied van de populaire televisieserie Squid Game. Do It To It haalde de derde plaats in de Duitse hitlijst en ook de top tien in de Oostenrijkse hitlijst. In de Nederlandse Top 40 behaalde de single de vijfde plaats.

## Discografie

### Singles
| Jaar | Titel                                   |
| ---- | --------------------------------------- |
| 2017 | Pull Up                                 |
| 2019 | Bodies Hit the Floor! (Met City Tucker) |
| 2019 | Face Down                               |
| 2020 | Black Lives Matter! (Met City Tucker)   |
| 2021 | Funkytown                               |
| 2021 | Do It to It (met Cherish)               |
| 2022 | Believe (met Goodboys)                  |

- Gemeinsame Normdatei: 1249020336
- MusicBrainz: e21e0137-b42d-44a5-abd6-c6ac160d0d7d
- Virtual International Authority File: 3534164298334608630006